# Chilenoperla
Chilenoperla is een geslacht van steenvliegen uit de familie Gripopterygidae. De wetenschappelijke naam van het geslacht is voor het eerst geldig gepubliceerd in 1963 door Illies.

## Soorten
Chilenoperla omvat de volgende soorten:
- Chilenoperla beschi Illies, 1963
- Chilenoperla elongata Vera, 2008
- Chilenoperla illiesi Nelson, 1973
- Chilenoperla puelche Vera, 2012
- Chilenoperla semitincta Illies, 1963